# 第53回ニューヨーク映画批評家協会賞
『第53回ニューヨーク映画批評家協会賞』は、1987年の優秀な映画に贈られた賞である。1987年12月17日に発表され、1988年1月24日に贈られた。

## 受賞
- 作品賞：
  - ブロードキャスト・ニュース

- 主演男優賞：
  - ジャック・ニコルソン - ブロードキャスト・ニュース、イーストウィックの魔女たち、黄昏に燃えて

- 主演女優賞：
  - ホリー・ハンター - ブロードキャスト・ニュース

- 助演男優賞
  - モーガン・フリーマン - NYストリート・スマート

- 助演女優賞
  - ヴァネッサ・レッドグレーヴ - プリック・アップ

- 監督賞：
  - ジェームズ・L・ブルックス - ブロードキャスト・ニュース

- 脚本賞：
  - ジェームズ・L・ブルックス - ブロードキャスト・ニュース

- 撮影賞
  - ヴィットリオ・ストラーロ - ラストエンペラー

- 外国語映画賞：
  - マイライフ・アズ・ア・ドッグ（ スウェーデン）